# 雷比比亞站
雷比比亞站（義大利語：Rebibbia）是羅馬地鐵的一個車站，也是羅馬地鐵B線在北端的端點車站。雷比比亞站開通於1990年。著名的雷比比亞監獄位於雷比比亞站的附近。

## 外部連結
- ATAC site on this station （页面存档备份，存于）